# Picture to Burn
"Picture to Burn" là ca khúc của ca sĩ nhạc pop đồng quê người Mỹ Taylor Swift, được ra mắt vào ngày 24 tháng 10 năm 2006 nằm trong album phòng thu đầu tay cùng tên Taylor Swift. Đây là đĩa đơn thứ tư của Swift sau Our Song. Big Machine Records phát hành nó trên đài phát thanh đồng quê của Hoa Kỳ vào ngày 4 tháng 2 năm 2008. Được viết bởi Swift và Liz Rose, lời bài hát được lấy cảm hứng từ một người bạn cùng lớp của Swift có tính ái kỷ và mô tả sự trả thù của nhân vật chính đối với người yêu cũ. Nathan Chapman đã sản xuất ca khúc này, kết hợp giữa country rock và alternative rock với tiếng đàn banjo dồn dập và tiếng guitar điện bị bóp méo.
Phiên bản album gốc của "Picture to Burn" có lời bài hát "That's fine; I'll tell mine you're gay", đã được sửa đổi thành "That's fine; You won't mind if I say", trên bản biên tập cho radio và các phiên bản tiếp theo. Các nhà phê bình âm nhạc khen ngợi phần sản xuất và ca từ của bài hát đã khắc họa chân thực cảm xúc tuổi teen. Tại Hoa Kỳ, đĩa đơn này đạt vị trí thứ 28 trên Billboard Hot 100 và vị trí thứ ba trên Hot Country Songs, đồng thời được chứng nhận bạch kim kép bởi Hiệp hội Công nghiệp Ghi âm Hoa Kỳ (RIAA). Nó lọt vào top 50 ở Canada, nơi nó được chứng nhận vàng.
Video âm nhạc cho "Picture to Burn" do Trey Fanjoy đạo diễn và có cảnh Swift mơ tưởng về việc trả thù bạn trai cũ sau khi cô phát hiện ra anh ta đi cùng một người phụ nữ khác. Video có cảnh Swift và ban nhạc của cô ấy biểu diễn với pháo sáng làm nền. Swift biểu diễn trực tiếp "Picture to Burn" như một tiết mục mở màn cho chuyến lưu diễn của các nghệ sĩ nhạc đồng quê khác, và cô đã đưa nó vào danh sách trình diễn cho chuyến lưu diễn gây chú ý đầu tiên của mình, Fearless Tour (2009–2010).

## Bảng xếp hạng

### Bảng xếp hạng
| Bảng xếp hạng (2008)                 | Vị trí cao nhất |
| ------------------------------------ | --------------- |
| Canada (Canadian Hot 100)            | 48              |
| Canada Country (Billboard)           | 1               |
| Hoa Kỳ Billboard Hot 100             | 28              |
| Hoa Kỳ Hot Country Songs (Billboard) | 3               |
| Hoa Kỳ Pop 100 (Billboard)           | 49              |

### Bảng xếp hạng cuối năm
| Bảng xếp hạng (2008)                 | Vị trí |
| ------------------------------------ | ------ |
| Canada Country (Billboard)           | 10     |
| Hoa Kỳ Hot Country Songs (Billboard) | 31     |

## Chứng nhận
| Quốc gia                                                                                             | Chứng nhận  | Số đơn vị/doanh số chứng nhận |
| --- | ----------- | ----------------------------- |
| Úc (ARIA)                                                                                            | Bạch kim    | 70.000‡                       |
| Canada (Music Canada)                                                                                | Vàng        | 40.000*                       |
| Hoa Kỳ (RIAA)                                                                                        | 2× Bạch kim | 2.000.000‡                    |
| * Chứng nhận dựa theo doanh số tiêu thụ. ‡ Chứng nhận dựa theo doanh số tiêu thụ và phát trực tuyến. |             |                               |